# بخت آباد (شيرآباد)
بخت آباد هي بلدة في مقاطعة شيرآباد في ولاية صرخنداريا في أوزبكستان.